# Norman Gregg
Norman McAlister Gregg (7 de marzo de 1892 – 27 de julio de 1966) fue un oftalmólogo australiano, reconocido por haber descubierto que si una mujer embarazada contrae rubéola su futuro hijo podría nacer con una enfermedad congénita (síndrome de rubéola congénita).

## Primeros años y educación
Gregg nació el 7 de marzo de 1892 en Burwood, un suburbio de Sídney. Asistió a la Escuela Secundaria Sídney Grammar, y después estudió medicina en la Universidad de Sídney, graduándose con el título de médico y cirujano y el mejor promedio de su clase en 1915.
Durante el tiempo que pasó en la universidad, Gregg practicó varios deportes, tales como cricket, tenis, béisbol, natación y hockey sobre hielo. Entre 1913 y 1914, representó a Nueva Gales del Sur en cricket en tres ocasiones, y una vez en tenis. Si no se hubiesen suspendido las competencias deportivas por la Primera Guerra Mundial, Gregg habría clasificado para la Copa Davis con el equipo de Australia.

## Carrera como militar
Después de terminar la carrera, Gregg viajó a Inglaterra, en donde trabajó como teniente de manera temporaria en el cuerpo médico del Ejército Británico el 23 de marzo de 1915. Sirvió en el Frente Occidental durante la Primera Guerra Mundial trabajando con el decimoséptimo batallón del regimiento de Yorkshire Oriental. El 23 de marzo de 1916 fue promovido temporalmente a Capitán, más tarde se desempeñó como mayor, fue herido en el campo de batalla y fue condecorado con la Military Cross el 24 de septiembre de 1918. Abandonó el ejército el 7 de marzo de 1920, manteniendo aún su rango de capitán.

## Carrera como médico
De regreso en Australia, Gregg comenzó a trabajar como médico residente en el Hospital Royal Prince Alfred (RPA) de Sídney. Regresó a Inglaterra para estudiar oftalmología, obteniendo un diploma de medicina y cirugía después de entrenarse en varios de los mejores hospitales de Londres y de Birmingham.
Gregg regresó a Sídney, en donde se estableció definitivamente como médico en 1929. Ese mismo año fue nombrado cirujano oftalmólogo en el RPA, y obtuvo el mismo puesto en el Hospital para Niños Royal Alexandra. En 1950 pasó a ser jefe en el Royal Alexandra, y en 1952 en el RPA.

### Síndrome de rubéola congénita
Cuando comenzó la Segunda Guerra Mundial, Gregg era oftalmólogo pediatra, en una época en que la mayoría de los médicos se habían unido al ejército y por lo tanto era uno de los pocos oculistas de Sídney. Gregg notó que había una alta incidencia de casos de cataratas congénitas en infantes que les eran llevados para someterse a una intervención quirúrgica; el número era dos o tres veces mayor que lo normal en lo que respecta a factores hereditarios. Escuchó una conversación entre varias madres cuyos bebés sufrían de cataratas, en las cuales habían mencionado que habían padecido rubéola durante sus embarazos. Al investigar los registros médicos de varios niños con condiciones similares, Gregg descubrió que de los 78 niños afectados, 68 habían estado expuestos a la rubéola in utero. Había habido una epidemia de rubéola y de meningitis en los campos de batalla de Australia en 1941, la cual se había expandido hacia las ciudades cuando los hombres habían regresado junto a sus familias.
El 15 de octubre de 1941, Gregg le envió un informe titulado Cataratas congénitas derivadas de la rubéola en la madre a la Sociedad de Oftalmólogos de Australia en Melbourne, la cual lo publicó en su periódico, Transactions. Gracias a la cobertura de la prensa sobre el informe, dos madres que habían tenido rubéola y que tenían hijos que padecían de sordera contactaron a Gregg, por lo que él posteriormente redactó otro informe titulado Observaciones de los defectos congénitos derivados de la rubéola durante el embarazo.
Mientras que los descubrimientos de Gregg fueron muy bien reconocidos en Australia, internacionalmente no estaban convencidos de sus logros. El periódico médico británico The Lancet publicó que no había probado sus teorías en una forma efectiva, y no fue hasta que el Profesor Oliver Lancaster de la Universidad de Sídney probó que la asociación entre el virus de la rubéola y los síndromes congénitos en niños era real, que sus investigaciones fueron aceptadas como válidas en el mundo.

## Honores
- En 1951, obtuvo la medalla James Cook otorgada por la Sociedad Real de Nueva Gales del Sur, por sus destacadas contribuciones a la ciencia y al bienestar humano en el Hemisferio Sur.[13]
- El 29 de agosto de 1952, recibió un título honorífico de Doctor en Ciencias de la Universidad de Sídney.[14]
- El 1 de enero de 1953, fue nombrado un Knight Bachelor por sus servicios a las ciencias médicas. Recibió el honor del Gobernador General de Australia en Canberra el 28 de enero de 1953.[15][16][17]
- Una sala de lectura de la Universidad de Sídney y una sala del Hospital para Niños Royal Alexandra fueron llamados como él.[18]